# Mieczysław Harusewicz
Mieczysław Harusewicz (ur. 28 września 1899 w Ostrowi Mazowieckiej, zm. 18 lutego 1991 w Warszawie) – polski działacz narodowy, inżynier hydrotechnik, budowniczy Gdyni i Stalowej Woli, oficer Wojska Polskiego, obrońca Lwowa, uczestnik wojny polsko-bolszewickiej i drugiej wojny światowej, członek OWP, SN, ONR-ABC i Grupy Szańca, syn Amelii i Jana Harusewiczów.

## Życiorys

### Młodość
Mieczysław Harusewicz urodził się w 1899 roku w Ostrowi Mazowieckiej. Jego ojcem był lekarz i działacz Ligi Narodowej Jan Harusewicz, matką działaczka społeczna Amelia z domu Paczoska, a wujem botanik Józef Paczoski. Otrzymał staranne wychowanie religijne i patriotyczne. Dzieciństwo spędził w Ostrowi Mazowieckiej. W latach 1914–1918 mieszkał z rodzicami w Petersburgu, gdzie ukończył szkołę średnią.
Po powrocie z rodzicami do Polski w 1918 roku wstąpił na Politechnikę Warszawską. 10 listopada 1918 zaciągnął się do Legii Akademickiej, w szeregach której walczył w obronie Lwowa, a następnie w wojnie z bolszewikami, od 1920 roku już w stopniu podporucznika. 29 stycznia 1932 prezydent RP nadał mu stopień porucznika z dniem z 2 stycznia 1932 i 22. lokatą w korpusie oficerów rezerwowych inżynierii i saperów. Posiadał wówczas przydział w rezerwie do 1 batalionu saperów w Modlinie.
Po powrocie z frontu kontynuował studia na wydziale hydrotechniki, podczas których był działaczem studenckich organizacji politycznych, głównie Związku Akademickiego Młodzież Wszechpolska.

### Okres międzywojenny
Po ukończeniu studiów, do 1939 roku, pracował jako inżynier, m.in. na pierwszych budowach w Gdyni i Stalowej Woli oraz pełnił funkcję inspektora sanitarnego miasta Warszawy. Równocześnie włączał się w życie polityczne jako działacz Ruchu Młodych Obozu Wielkiej Polski i Stronnictwa Narodowego. W 1933 roku został aresztowany, wraz z kilkoma innymi działaczami OWP, pod zarzutem rzekomego „przygotowywania zamachu stanu”. Rok później zaangażował się w organizację Obozu Narodowo-Radykalnego, wchodząc w skład jego Komitetu Politycznego, a po rozłamie w 1935 roku, Obozu Narodowo-Radykalnego ABC.

### II wojna światowa

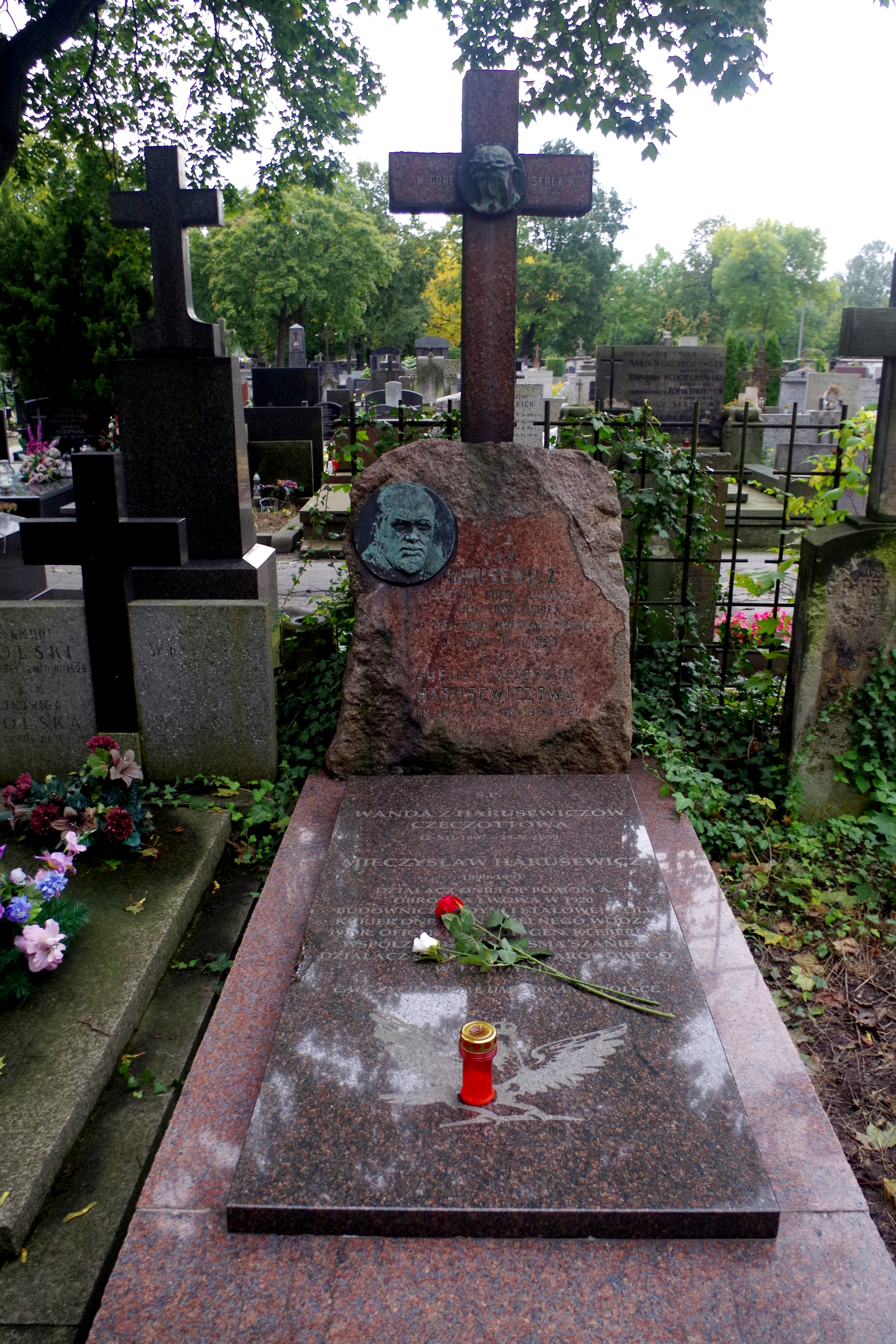
Grób Amelii, Jana i Mieczysława Harusewiczów na cmentarzu na Starych Powązkach w Warszawie (kwatera 80-5-25)

W kampanii wrześniowej walczył do końca w szeregach 6 batalionu saperów, w którym w ramach Samodzielnej Grupy Operacyjnej „Polesie” został dowódcą 61 kompanii marszowej saperów. Po bitwie pod Kockiem wzięty do niewoli, wkrótce zbiegł.
Już w październiku 1939 roku, wraz z Henrykiem Minichem, zaczął wydawać biuletyn oparty na nasłuchu radiowym, który przekształcił się, w początkowo powielane, a od marca 1940 roku drukowane pismo Szaniec. Od jego tytułu wzięła nazwę Grupa Szańca, konspiracyjna organizacja działaczy ONR-ABC, której był jednym z przywódców. Równocześnie włączył się w budowę związanej z nią formacji militarnej Organizacja Wojskowa Związek Jaszczurczy. Ponieważ Grupa Szańca podjęła próbę legalizacji i wejścia w struktury władz polskich na uchodźstwie, wiosną 1940 roku Mieczysław Harusewicz dotarł do Paryża. Podjęte przez niego próby wejścia do Rady Narodowej, jako reprezentanta ONR, zakończyły się niepowodzeniem, ze względu na sprzeciw socjalistów, ludowców i Stronnictwa Pracy. Tylko Stronnictwo Narodowe poparło jego starania.
W sierpniu 1940 roku w Londynie założył Komitet ONR na Emigracji. We wrześniu tego roku został powołany do służby wojskowej w ramach Polskich Sił Zbrojnych i służył w 7 Brygadzie Kadrowej Strzelców w Kirkcaldy. W lutym 1942 roku, z ramienia ONR-ABC wszedł w skład Komitetu Zagranicznego Obozu Narodowego. Współtworzył w Wielkiej Brytanii konspiracyjne, względem władz polskich w Londynie, pismo Walka, wychodzące w latach 1941–1943.

### Emigracja
Po wojnie pozostał w Wielkiej Brytanii. Tam prowadził działalność gospodarczą, pracował zawodowo i udzielał się społecznie w organizacjach polonĳnych, uczestniczył w działalności Obozu Narodowego i współpracował z redakcją Myśli Polskiej. Przez pewien czas służył też w Royal Navy. W latach 80. wspierał działalność podziemnego Narodowego Odrodzenia Polski. Od 1987 roku mieszkał u ks. Tadeusza Kukli, duszpasterza Polskiej Misji Katolickiej.
W 1975 roku ukazała się na emigracji, w języku polskim, jego książka „Za carskich czasów i po wyzwoleniu. Jan Harusewicz. Wspomnienia - Dokumenty”, napisana na podstawie dokumentów historycznych, materiałów rodzinnych i przeżyć osobistych. Opisuje okres od powstania styczniowego, w którym walczył jego dziadek, Konrad Paczoski i bracia babci, do lat trzydziestych XX wieku, ze szczególnym uwzględnieniem działalności ojca, Jana Harusewicza.
Wielokrotnie odwiedzał Polskę. We wrześniu 1976 roku przekazał w darze na licytację samochód Rover, a uzyskaną kwotę ok. 200 000 zł wpłacono na odbudowę Zamku Królewskiego w Warszawie.

### Powrót do Polski
W czerwcu 1989 roku powrócił do Polski i zamieszkał w Warszawie. W listopadzie 1990 roku został odznaczony Krzyżem Walecznych za wojnę 1920 roku i awansowany do stopnia majora WP w stanie spoczynku. Zmarł 18 lutego 1991 roku, w wieku 91 lat. Pochowany na cmentarzu Powązkowskim w Warszawie (kwatera 80-5-25).